# Nhượng quyền kinh doanh
Nhượng quyền kinh doanh (nguyên văn từ tiếng Pháp: franchise, nghĩa là trung thực hay tự do) là việc cho phép một cá nhân hay tổ chức (gọi là bên nhận nhượng quyền) được kinh doanh hàng hoá hay dịch vụ theo hình thức và phương pháp kinh doanh đã được thử thách trong thực tế của bên nhượng quyền ở một điểm, tại một khu vực cụ thể nào đó trong một thời hạn nhất định để nhận một khoản phí hay một tỷ lệ phần trăm nào đó từ doanh thu hay lợi nhuận.
Bên nhượng quyền (franchisor) phải đảm bảo cung cấp đúng, đủ và hỗ trợ thành viên gia nhập hệ thống đó; còn bên nhận nhượng quyền (franchisee) phải đảm bảo thực hiện theo đúng các khuôn mẫu, tiêu chuẩn nghiêm ngặt của hệ thống, từ cách trang trí đến nội dung hàng hóa và dịch vụ, giá cả được chuyển giao. Các tài sản hữu hình và vô hình khác, như quảng cáo, tập huấn quốc tế và quốc nội cũng như các dịch vụ hỗ trợ khác nói chung được bên nhượng quyền thực hiện, và trên thực tế có thể được bên nhượng quyền yêu cầu, nói chung là đòi hỏi sổ sách kế toán phải được kiểm toán và buộc bên nhận nhượng quyền và/hoặc các đại lý phải chấp nhận việc kiểm tra định kỳ và đột xuất. Nếu không đạt qua các đợt kiểm tra này thì các quyền trong nhượng quyền kinh doanh có thể không được gia hạn hay bị hủy bỏ.
Hệ thống kinh doanh kiểu nhượng quyền kinh doanh đảm bảo các thành viên của hệ thống một sự đồng bộ tối đa cả về hình thức và nội dung cũng như đảm bảo với người tiêu dùng về sự nhận biết hệ thống, các tiêu chuẩn của hàng hóa, dịch vụ được cung cấp bởi một điểm bán bất kỳ trong hệ thống đó.
Có thể hiểu kinh doanh kiểu nhượng quyền kinh doanh chính là việc bên nhượng quyền cho phép bên nhận nhượng quyền được tự mình tiến hành việc mua bán hàng hoá hay cung ứng dịch vụ theo những điều kiện nhất định đã đề ra và bên nhận tuân theo, phải trả cho bên nhượng quyền một khoản phí.
Nhượng quyền thương mại cùng với các hình thức kinh doanh khác đã tạo nên một bức tranh sống động của nền kinh tế thế giới. Hình thành từ thế kỷ 19, hình thức này không ngừng được mở rộng, phát huy tính hiệu quả trong kinh doanh.

## Khái niệm
Nhượng quyền thương mại (franchise) là hoạt động thương mại, theo đó bên nhượng quyền cho phép và yêu cầu bên nhận quyền tự mình tiến hành việc mua bán hàng hoá, cung ứng dịch vụ theo các điều kiện sau đây:
- Việc mua bán hàng hoá, cung ứng dịch vụ được tiến hành theo cách thức tổ chức kinh doanh do bên nhượng quyền quy định và được gắn với nhãn hiệu hàng hoá, tên thương mại, bí quyết kinh doanh, khẩu hiệu kinh doanh, biểu tượng kinh doanh, quảng cáo của bên nhượng quyền.
- Bên nhượng quyền có quyền kiểm soát và trợ giúp cho bên nhận quyền trong việc điều hành công việc kinh doanh.

## Đăng ký
Trước khi nhượng quyền thương mại, bên dự kiến nhượng quyền phải đăng ký với cơ quan Nhà nước có thẩm quyền.

### Phân cấp thực hiện việc đăng ký
- Bộ Công thương thực hiện đăng ký hoạt động nhượng quyền thương mại sau đây:

Nhượng quyền thương mại từ nước ngoài vào Việt Nam, bao gồm cả hoạt động nhượng quyền thương mại từ Khu chế xuất, Khu phi thuế quan hoặc các khu vực hải quan riêng theo quy định của pháp luật Việt Nam vào lãnh thổ Việt Nam.
- Sở Thương mại, Sở Thương mại Du lịch tỉnh, thành phố trực thuộc Trung ương nơi thương nhân dự kiến nhượng quyền đăng ký kinh doanh thực hiện thông báo đối với hoạt động nhượng quyền thương mại trong nước trừ hoạt động chuyển giao qua ranh giới Khu chế xuất, Khu phi thuế quan hoặc các khu vực hải quan riêng theo quy định của pháp luật Việt Nam.

### Hồ sơ đăng ký
- Đơn đề nghị đăng ký hoạt động nhượng quyền thương mại theo mẫu do Bộ Thương mại hướng dẫn.
- Bản giới thiệu về nhượng quyền thương mại theo mẫu do Bộ Thương mại quy định.
- Các văn bản xác nhận về:
Tư cách pháp lý của bên dự kiến nhượng quyền thương mại
Văn bằng bảo hộ quyền sở hữu công nghiệp tại Việt Nam hoặc tại nước ngoài trong trường hợp có chuyển giao quyền sử dụng các đối tượng sở hữu công nghiệp đã được cấp văn bằng bảo hộ.
Nếu các giấy tờ trên được thể hiện bằng tiếng nước ngoài thì phải được dịch ra tiếng Việt và được cơ quan công chứng ở trong nước hoặc cơ quan đại diện ngoại giao của Việt Nam ở nước ngoài chứng nhận và thực hiện việc hợp pháp hóa lãnh sự theo quy định của pháp luật Việt Nam.

### Thủ tục đăng ký
- Gửi hồ sơ đề nghị đăng ký hoạt động nhượng quyền thương mại đến cơ quan nhà nước có thẩm quyền.
- Trong thời hạn 05 ngày làm việc, kể từ khi nhận đủ hồ sơ hợp lệ, cơ quan nhà nước có thẩm quyền thực hiện đăng ký hoạt động nhượng quyền thương mại vào Sổ đăng ký hoạt động nhượng quyền thương mại và thông báo bằng văn bản cho thương nhân về việc đăng ký đó.
- Trường hợp hồ sơ chưa đầy đủ hoặc chưa hợp lệ, trong thời hạn 02 ngày làm việc, kể từ ngày nhận được hồ sơ, cơ quan nhà nước có thẩm quyền phải có văn bản thông báo để Bên dự kiến nhượng quyền bổ sung, hoàn chỉnh hồ sơ.
- Các thời hạn nêu tại khoản này không kể thời gian Bên dự kiến nhượng quyền sửa đổi, bổ sung hồ sơ đề nghị đăng ký hoạt động nhượng quyền thương mại.
- Sau khi hết thời hạn quy định tại khoản này mà cơ quan nhà nước có thẩm quyền từ chối việc đăng ký thì phải thông báo bằng văn bản cho Bên dự kiến nhượng quyền và nêu rõ lý do.

## Chủ thể và hợp đồng nhượng quyền thương mại
Chủ thể thực hiện:
- Đối với Bên nhượng quyền: thương nhân được phép cấp quyền thương mại khi đáp ứng đủ các điều kiện sau đây:

- Hệ thống kinh doanh dự định dùng để nhượng quyền đã được hoạt động ít nhất 01 năm. Trường hợp thương nhân Việt Nam là Bên nhận quyền sơ cấp từ Bên nhượng quyền nước ngoài, thương nhân Việt Nam đó phải kinh doanh theo phương thức nhượng quyền thương mại ít nhất 01 năm ở Việt Nam trước khi tiến hành cấp lại quyền thương mại.
- Đã đăng ký hoạt động nhượng quyền thương mại với cơ quan có thẩm quyền.
- Hàng hoá, dịch vụ kinh doanh thuộc đối tượng của quyền thương mại không vi phạm quy định của pháp luật.
- Đối với Bên nhận quyền: thương nhân được phép nhận quyền thương mại khi có đăng ký kinh doanh ngành nghề phù hợp với đối tượng của quyền thương mại.

Hợp đồng nhượng quyền thương mại:
- Hình thức của hợp đồng: Hợp đồng nhượng quyền thương mại phải được lập thành văn bản hoặc bằng hình thức khác có giá trị pháp lý tương đương.
- Nội dung hợp đồng: trong trường hợp các bên lựa chọn áp dụng luật Việt Nam, hợp đồng nhượng quyền thương mại có thể có các nội dung chủ yếu sau đây:
Nội dung của quyền thương mại.
Quyền, nghĩa vụ của Bên nhượng quyền.
Quyền, nghĩa vụ của Bên nhận quyền.
Giá cả, phí nhượng quyền định kỳ và phương thức thanh toán.
Thời hạn hiệu lực của hợp đồng.
Gia hạn, chấm dứt hợp đồng và giải quyết tranh chấp.

## Tại Việt Nam
Tại Việt Nam, có một số hiếm hoi các thương hiệu đang được nhượng quyền kinh doanh bao gồm: Nhà hàng Lẩu Tươi Mk, TEXAS CHICKEN, Carl's Jr, Gà rán Kentucky (KFC), McDonalds, Phở 24, hệ thống đồ ăn nhanh Lotteria, cà phê Trung Nguyên, chuỗi cửa hàng G7, Chuỗi CO.OP Food, Tocotoco, YAMAHA music school.